# Circuit des Vallées Cévenoles
Het Circuit des Vallées Cévenoles is een toeristische route in de eerste plaats voor automobilisten door de Cevennen. De Cevennen is een bergachtig gebied in het zuiden van Frankrijk 100 km ten noorden van de Middellandse Zee. Het traject voert over de N106 tussen Florac en Alès. Dat zijn begin- en eindpunt. De route komt verder nog langs Le Collet-de-Dèze en La Grand-Combe.